# Rutger Henrik Bennet
Rutger Henrik Bennet, född den 10 oktober 1794  på Rosendal i Kropps socken, Malmöhus län, död den 10 mars 1867 i Lund, var en svensk friherre och militär. Han var sonson till Jacob Wilhelm Bennet, måg till Achates Carl von Platen och morbror till Arvid Posse.
Bennet blev volontär vid Smålands dragonregemente 1808, kvartermästare där samma år, fanjunkare vid Skånska husarregementet 1809, kornett där 1811, löjtnant 1815 och ryttmästare 1823. Han befordrades till major i armén 1838 och beviljades avsked med överstelöjtnants namn, heder och värdighet 1843. Bennet var chef för Flyinge hingstdepå 1843–1859. Han tilldelades Karl XIV Johans medalj 1855. Bennet blev riddare av Svärdsorden 1834 och kommendör av Vasaorden 1859.